# Класс опасности
Класс опасности — условная величина вредного воздействия, которая устанавливается в соответствии с нормативными отраслевыми документами. Для разных объектов — для химических веществ, для отходов — установлены различные нормативы и показатели.

## Класс опасности вредных веществ
Класс опасности вредных веществ — условная величина, предназначенная для упрощённой классификации потенциально опасных веществ.
По степени воздействия на организм вредные вещества подразделяются на четыре класса опасности:
- 1-й — вещества чрезвычайно опасные;
- 2-й — вещества высокоопасные;
- 3-й — вещества умеренно опасные;
- 4-й — вещества малоопасные.

Класс опасности вредных веществ устанавливают в зависимости от норм и показателей. Показатели согласно ГОСТ 12.1.007-76 указаны в следующей таблице. Отнесение вредного вещества к классу опасности производят по показателю, значение которого соответствует наиболее высокому классу опасности.
| Наименование показателя                                                       | Норма для класса опасности | Норма для класса опасности | Норма для класса опасности | Норма для класса опасности |
| ----------------------------------------------------------------------------- | -------------------------- | -------------------------- | -------------------------- | -------------------------- |
| Наименование показателя                                                       | I                          | II                         | III                        | IV                         |
| ПДК вредных веществ в воздухе рабочей зоны, мг/м³                             | ≤0,1                       | ≤1,0                       | ≤10,0                      | >10,0                      |
| Средняя смертельная доза (ЛД50) при введении в желудок, мг на 1 кг массы тела | ≤15                        | ≤150                       | ≤5000                      | >5000                      |
| Средняя смертельная доза при нанесении на кожу, мг на 1 кг массы тела         | ≤100                       | ≤500                       | ≤2500                      | >2500                      |
| Средняя смертельная концентрация в воздухе, мг/м³                             | ≤500                       | ≤5000                      | ≤50000                     | >50000                     |
| Коэффициент возможности ингаляционного отравления                             | >300                       | ≤300                       | ≤30                        | ≤3                         |
| Зона острого действия                                                         | ≤6                         | ≤18                        | ≤54                        | >54                        |
| Зона хронического действия                                                    | >10,0                      | ≤10,0                      | ≤5,0                       | ≤2,5                       |

#### Экспериментальный метод
Изначально экспериментальное определение токсикологических свойств веществ лежит в основе оценивания их класса опасности и других производных характеристик. Для большей точности оценку рекомендуется проводить на основании результатов исследований токсичности в отношении двух-трёх видов животных или тест-культур (штаммов и т. д.).

#### Расчётный метод
Расчётный метод основан на базе данных о токсикологических свойствах отдельных веществ в сочетании с достаточно полным аналитическим исследованием объекта . На практике применение расчётного метода связано с целым рядом сознательно не учитываемых ограничений, и применяется лишь ввиду высокой стоимости прямого токсикологического исследования объекта.